# Meterizia Άgiοs Dikaiοs - Tsounara - Vitsilia Lefkon Οreon
Meterizia Άgiοs Dikaiοs - Tsounara - Vitsilia Lefkon Οreon este o arie protejată (arie de protecție specială avifaunistică — SPA) din Grecia întinsă pe o suprafață de 6.875,51 ha, integral pe uscat.

## Localizare
Centrul sitului Meterizia Άgiοs Dikaiοs - Tsounara - Vitsilia Lefkon Οreon este situat la coordonatele 35°19′42″N 23°36′30″E / 35.328215°N 23.608403°E.

## Înființare
Situl Meterizia Άgiοs Dikaiοs - Tsounara - Vitsilia Lefkon Οreon a fost declarat arie de protecție specială avifaunistică în februarie 1997 pentru a proteja 38 de specii de animale.

## Biodiversitate
Situată în ecoregiunea mediteraneană, aria protejată nu include niciun habitat protejat.
La baza desemnării sitului se află mai multe specii protejate de  păsări (38): ciocârlie-de-câmp (Alauda arvensis), pescăruș albastru (Alcedo atthis), fâsă-de-câmp (Anthus campestris), lăstunul mare (Apus apus), șorecarul comun (Buteo buteo), ciocârlie-cu-degete-scurte (Calandrella brachydactyla), caprimulg (Caprimulgus europaeus), șerpar (Circaetus gallicus), erete vânăt (Circus cyaneus), erete alb (Circus macrourus), prepeliță (Coturnix coturnix), lăstun de casă (Delichon urbicum), egretă mică (Egretta garzetta), presură de grădină (Emberiza hortulana), șoim de iarnă (Falco columbarius), Falco eleonorae, șoim călător (Falco peregrinus), vânturel de seară (Falco vespertinus), muscar-gulerat (Ficedula albicollis), muscar (Ficedula parva), piciorong (Himantopus himantopus), Hippolais olivetorum, rândunică (Hirundo rustica), capîntortură (Jynx torquilla), sfrâncioc roșiatic (Lanius collurio), sfrânciocul cu frunte neagră (Lanius minor), ciocârlie de pădure (Lullula arborea), prigoare (Merops apiaster), codobatura galbenă (Motacilla flava), grangur (Oriolus oriolus), vrabie negricioasă (Passer hispaniolensis), viespar (Pernis apivorus), lăstun de mal (Riparia riparia), turturică (Streptopelia turtur), Sylvia ruppeli, Tachymarptis melba, fluierar de mlaștină (Tringa glareola), fluierarul cu picioare roșii (Tringa totanus).
Pe lângă speciile protejate, pe teritoriul sitului au mai fost identificate 16 specii de plante, 1 specie de păsări.